# Der erblühende Zitronenbaum
Der erblühende Zitronenbaum ist ein libanesisches Märchen.

## Handlung
Der Königssohn Hassan floh einst mit seiner Schwester aus der heimatlichen Stadt, da nach dem Tod des Vaters ein Verwandter die Macht an sich gerissen hatte. Sie kamen in eine Wüste, in der sie einen Palast entdeckten, dessen Tor der starke Hassan aufstemmte, sodass sie eintreten konnten und da er wusste, dass dies der Wohnsitz von vierzig schwarzen Straßenräubern war, versteckte er sich hinter dem Tor, um die Zurückkehrenden, einem nach dem anderen, umzubringen. Von da an ließen sie sich in dem Palast nieder und Hassan ging tagsüber auf die Jagd, sodass seine Schwester am Abend das Essen zubereiten konnte. Im Hof des Palastes aber stand ein Zitronenbaum, der immer zu welken begann, wenn Hassan zur Jagd ritt, bei seiner Rückkehr aber wieder erblühte, sodass seine Schwester stets wusste, wann ihr Bruder zurückkam.
Eines Tages ritt Hassan durch einen Wald, in dem er eine Hütte entdeckte, die er aufsuchte, um vor einem Unwetter Schutz zu suchen, und als er eintrat, erblickte er seine Cousine, die ebenfalls vor dem machthungrigen Verwandten geflohen war. Seine Einladung, mit ihm in den Palast zu ziehen, lehnte sie ab, da sie die Fähigkeit besaß, in die Zukunft zu schauen, und so begann Hassan, sie regelmäßig zu besuchen, sodass sein Pferd schon bald von allein den Weg zur Hütte fand.
Als Hassan wiedereinmal unterwegs war, fand seine Schwester einen verletzten Neger vor dem Palast, dessen Wunden sie behandelte und in den sie sich verliebte. Von da an trafen sich die beiden regelmäßig, wenn Hassan nicht da war, wobei der Zitronenbaum ihnen immer anzeigte, wann sie sich trennen mussten. Da dieser Zustand für sie jedoch unerträglich war, beschlossen sie Hassan loszuwerden, wofür sich seine Schwester krank stellte und erzählte, dass sie Lebenswasser und Granatäpfel des Lebens aus dem Land der Ghule benötige, um wieder zu genesen. Sodann begab sich Hassan auf den Weg dorthin, schaute aber noch bei seiner Cousine vorbei, die über alles Bescheid wusste und Hassan durch ihr Wissen dazu verhalf, nicht von den Ghulen gefressen zu werden. Mit dem Lebenswasser und den Granatäpfeln des Lebens im Gepäck suchte Hassan dann erneut seine Cousine auf, die das Mitgebrachte mit gewöhnlichem Wasser und gewöhnlichen Granatäpfeln vertauschte. Zurück im Palast genas Hassans Schwester dann.
Um Hassan doch noch loszuwerden, gelangte seine Schwester hinter das Geheimnis seiner Kraft, die sich in sieben seiner Haare begründete, also riss sie ihm diese aus, sodass ihr Liebhaber Hassan töten konnte. Den Leichnam legten sie auf dessen Pferd, das zur Hütte der Cousine fand, wo diese Hassan mit Hilfe des Lebenswassers und des Safts der Granatäpfel des Lebens wiedererweckte. Rache nehmend, tötete Hassan die beiden Liebenden dann. Seine Cousine aber holte er in den Palast, um sie zu heiraten.

## Hintergrund
Das Märchen stammt aus Karam Bustānīs Ḥikāyāt lubnānīya (Beirut 1966, S. 219–226) und erhielt im Deutschen, in Ursula und Yussuf Assafs Die Märchen der Weltliteratur – Märchen aus dem Libanon (Düsseldorf / Köln 1978), den Titel Der erblühende Zitronenbaum. Nach den Assafs ist das Märchen im Orient weit verbreitet. Verweisen taten sie auf die ägyptischen Märchen in Budges Egyptian Tales and Romances (London 1931, S. 384–394) und al-‘Aṭṭārs Hikāyāt al-layālī (Kairo 1964, S. 3–19) sowie auf eine palästinensische Version aus Hans Schmidts und Paul Kahles Volkserzählungen aus Palästina (Göttingen 1918, Band 17, S. 147–155).